# Serrat de Sant Romà
El Serrat de Sant Romà és una muntanya de 688 metres que es troba al municipi de Pinell de Solsonès, a la comarca catalana del Solsonès.